# Campagna (araldica)
Campagna è un termine utilizzato in araldica per indicare una pezza onorevole segnata nello scudo con una secante, in fascia, tracciata a meno di un terzo dell'altezza dello scudo (2 moduli).
Secondo molti araldisti l'uso della campagna, che serve solo come sostegno a castelli, torri o animali, è improprio e poco elegante, visto che le figure compaiono abitualmente isolate nello scudo.
Quando la linea di partizione è irregolare e scabrosa si preferisce il termine terrazzo.

Di rosso, al crescente riversato d'argento, alla campagna dello stesso (Casato di Fuentidueña, Spagna)
Campagna d'oro (Schöneck, Germania)
Campagna di vaio (Circondario di Weißenburg-Gunzenhausen, Germania)
Campagna ondata d'azzurro (Stutensee, Germania)
Campagna caricata di una fascia ondata (Moosleerau, Svizzera)
Campagna trifogliata (Kisko, Finlandia)
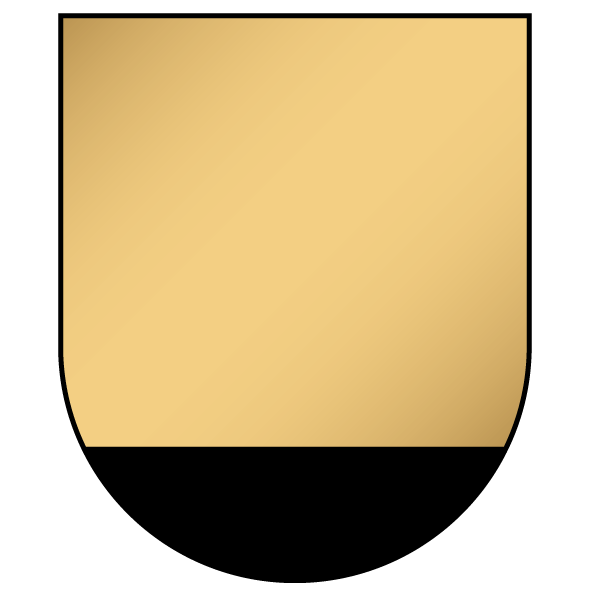
D'oro, alla campagna di nero
D'argento, alla campagna di rosso
Campagna d'argento caricata dalla parola "TRANA" nello stemma del comune di Avetrana.
Campagna di verde (stemma di Ortovero)
Nel primo: torre fondata sulla pianura di verde (stemma di Saint-Denis)